# Sportfischer

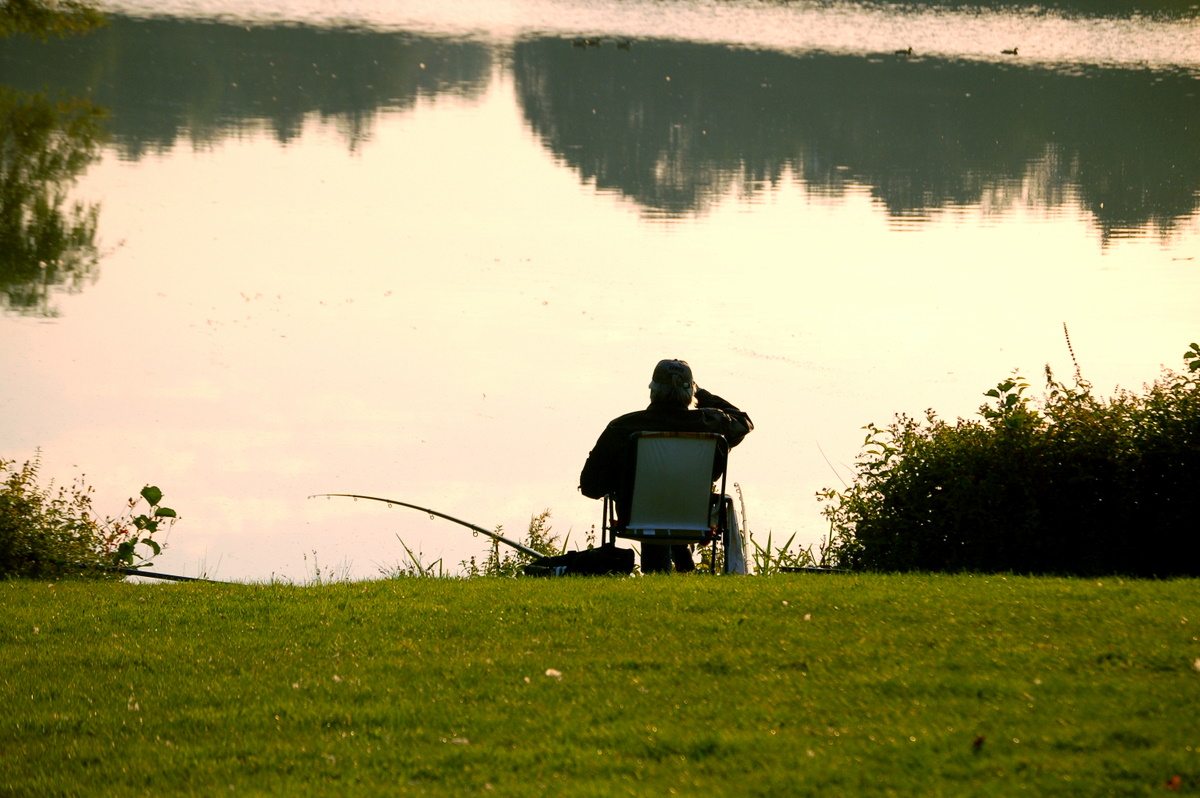
Sportfischer am Teich

Der Sportfischer übt – im Gegensatz zum Berufsfischer – den Fischfang als Freizeitbeschäftigung aus.
Allerdings ist die Sportfischerei – ähnlich wie die private Jagd – in Deutschland in den letzten Jahren infolge eines gewandelten Umwelt- und Tierschutz-Bewusstseins in die Diskussion geraten. Laut Tierschutzgesetz ist das Fangen und Töten von Wirbeltieren, also auch Fischen, ausschließlich aus „vernünftigen Gründen“ erlaubt. Als „vernünftiger Grund“ gilt die Verwertung der gefangenen Fische zum tierischen oder menschlichen Verzehr. Im allgemeinen Sprachgebrauch haben sich die Begriffe Angler oder Angelfischer durchgesetzt, da die Bezeichnung des Angelns als Sport nicht den vorhergenannten Bedingungen entspricht.
In den 1950er- und 1960er-Jahren war die Stellung der Sportfischerei als valider Freizeitsport unhinterfragt. Darüber hinaus galten Sportfischer damals als eine besonders umweltbewusste Gesellschaftsgruppe. Bevor „eine ständige Kontrolle der Gewässer“ durch wissenschaftliche und amtliche Instanzen gewährleistet war, fungierte die Sportfischerei als schwach organisierte Vereinigung von Sensoren in der freien Natur. In der Schweiz gehörten sie 1961 zu den ersten öffentlichkeitswirksamen Kritikern, die im Bereich des Gewässerschutzes einen koordinierten Handlungsbedarf einforderten.

## Verbände
Zur Vertretung ihrer Interessen haben sich verschiedene Dachverbände für Angler gegründet.

### Deutschland
In Deutschland sind Angelfischer über lokale Angelvereine im Deutschen Angelfischerverband e. V. (DAFV) organisiert. Nach Schätzungen aus dem Jahr 2003 wird die Anzahl der Angler in Deutschland auf 1,6 Millionen veranschlagt.

### Österreich
Angler in Österreich sind über Landesverbände im Österreichischen Fischereiverband vertreten. Des Weiteren gibt es auch das Österreichische Kuratorium für Fischerei & Gewässerschutz das allgemeine Lobbyarbeit für ihre Mitglieder und Mitgliedsvereine aus dem Angelumfeld betreibt.

### Schweiz
Der Schweizerische Fischerei-Verband organisiert Angler in der Schweiz. Im Verband sind sowohl Berufs-, als auch Freizeitangler. Nach eigenen Angaben sind über 30.000 (zum Teil über 350 Mitgliedsvereine) organisiert.